# ノアイデ

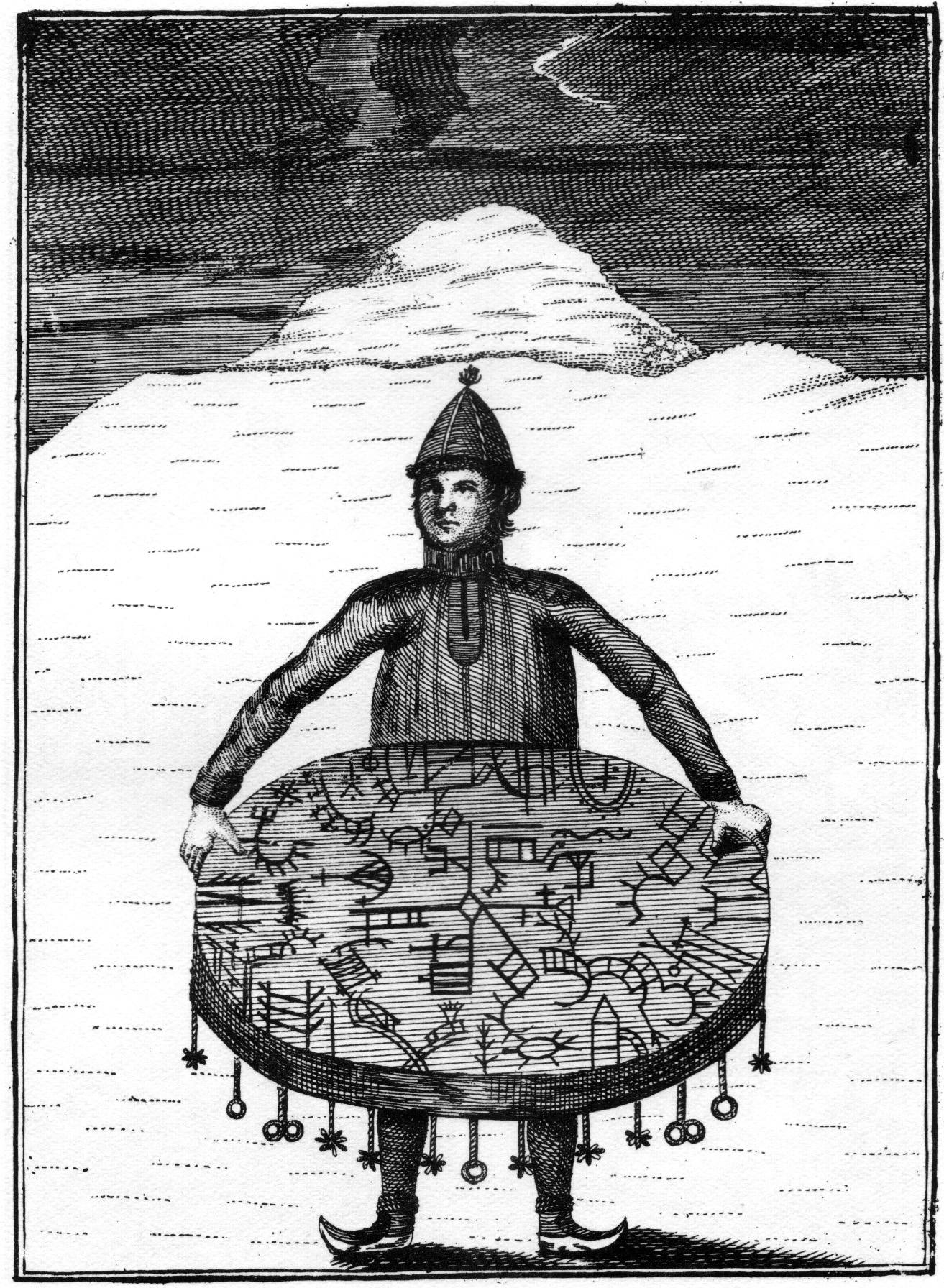
儀式のための鼓を持ったノアイデ (1767)

ノアイデとは、スカンジナビア北部からコラ半島にかけて居住するサーミ人の土着宗教におけるシャーマンである。当時の行政、司法からは、ノアイデの行う儀式などはたとえばウィッチクラフトのように神秘的なもの（非科学的）であり反権力的であるとされたため、17世紀までにほとんどが衰退した。かつて行われていた儀式などはシベリアに見られるものと共通している。

## 概要
ノアイデは人間と精霊の間を取り持ち、これにより傷病の治療を行い、また部族を守護する者であった。誰かの病が治るために、狩りでいい獲物が獲られるように、あるいは天候に恵まれるように祈り、そのために必要な生け贄などの供物は何にすべきかを精霊の世界に問うた。供物は不死である精霊の世界と死を免れない人間の世界のバランスを保つためのものであり、ノアイデの指示にしたがって捧げられた。これらの儀式では鼓が重要な道具として用いられ、この鼓はノアイデの象徴でもあった。ノアイデの属する集落の人々とともに、精霊の助けを借りてノアイデの身体からその魂が離れる儀式が行われた。サーミ人の信仰では人々の普通の魂は、身体を離れても人間の物質的、肉体的な世界から精霊の世界に行くことはできず、これができるのはノアイデであるとされていた。
ノアイデは代償として精霊に供物を捧げることで、様々な問題に対して智慧を求めることができた。主に傷病の治癒、小児の加護、様々な場面での集落としての意思決定、トナカイの保護などである。特にトナカイは重要な食料であったと同時に経済活動にも用いられたため重視されていた。
現在ノアイデに関する記述は、王室の記録や民話、埋蔵文化財 (ベルトなど)、宣教師の記録などに見られる。しかし宣教師は当時の権力にしたがう形でノアイデを弾圧ししばしば死刑にするよう活動しており、彼らの残したノアイデについての図画は必ずしも現実を正確に写したものではないと考えられている。

## 音楽
ノアイデの儀式では音楽的な側面が特徴的である。鼓と詠唱 (ヨイク) である。その中には現在の民謡の歌詞に残るものもある。
ヨイクは現在も歌われるが、これは若年層のみに歌われるものと、祈祷文や呪文をまねた、もごもごヨイクとでも呼ぶべきものの二つに大別される。
ヨイクでは自然の音の模倣がよく見られ、音楽で表現しようとするものが何であるかという点において他の様々な文化の音楽と比べた時の特徴となっている。これは通常の人間の体から発せられる音声を超えることで超人性を表現するものであり、その点は喉歌やベルカントと共通している。各地のシャーマニズムにおいては現在でも、喉歌を始めとして様々な自然音の模倣が見られるが、たとえば狩りの際に動物の鳴き声をまねることで獲物をおびき寄せるなどといった実用的な用途でも用いられている。